# Rönnbärsmal
Rönnbärsmal (Argyresthia conjugella) är en fjäril som tillhör familjen spinnmalar. Den förekommer i Europa och Sibirien, centrala Asien och Japan, samt i Nordamerika. Som larv lever den på frukterna av rönn, men år då fruktsättningen hos rönn är dålig kan den också angripa äpple och uppträda som en skadeinsekt i äppleodlingar.
Efter drygt två månader når larverna en längd av 7-8 mm. Då spinner de ner sig i marken. Före vintern kan en del av dem ha övergått till puppstadiet. Påföljande år utvecklas de till ca 10 mm långa, vuxna malar och börjar svärma då rönnen blommar.
Vingbredden uppgår till 10 - 14 millimeter. Vingarna är spräckligt mönstrade och försedda med fransar. Dräkten går i brungrått och gulvitt med violett skiftning. Kroppen är fint behårad och antennerna är långa och smala. Larven är rödbrunaktig och puppan är vitaktig.